# デュワーベンゼン
デュワーベンゼン (Dewar benzene) とは、ベンゼンの立体異性体、ビシクロ[2.2.0]ヘキサ-2,5-ジエンの呼称。2個のシクロブテン環が縮合した二環性の構造である。1867年、イギリスの科学者ジェイムズ・デュワーによりベンゼンの構造として提唱された経緯からその名がある。その後ベンゼンの実際の構造はアウグスト・ケクレが提唱したケクレ構造であることが確かめられて現在にいたるが、デュワーベンゼンの構造も合成化学により作ることができる。

## 合成
デュワーベンゼンの骨格は、1962年に tert-ブチル誘導体として初めて合成された。無置換のデュワーベンゼンは 1963年に、cis-1,2-ジヒドロ無水フタル酸の熱分解と続く酢酸鉛(IV)による酸化により得られた。ヘキサメチルデュワーベンゼンは、塩化アルミニウムの作用による 2-ブチンの三量化により合成することができ、市販品も入手できる。

## 性質
通常のケクレ構造のベンゼンとは異なり、デュワーベンゼンは平面構造ではなく 2個のシクロブテン環の間に角度がある。ひずみエネルギーが大きいため不安定であり、半減期が約2日で通常のベンゼンに変わる。この熱反応が比較的遅いのは、反応の前後で分子軌道の対称性が異なる禁制反応だからである。

他のベンゼンの構造異性体には、プリズマン、ベンズバレン、クラウスベンゼンが知られる。